# 乌克兰极右翼政治
乌克兰极右翼政治是指烏克蘭的極右翼勢力政治參與情況。自苏联解体后，极右翼势力在乌克兰政界一直不入主流，自该国1991年独立起，他们基本被排除在国家主流政治體系之外。苏联的衰落及其在1991年的最终解体导致极右翼势力在大部分东欧国家都有了稳固的地位，但乌克兰在此期间的情况并非如此，全国选举结果显示，诸极右翼政党获得的民众支持率仅有约3%。极右翼政党在单一选区屡遭败绩，在选举中，从未有过极右翼总统候选人得票率超过5%的情况。1994-2014年间，激进右翼政党的黨員只有一次當選最高拉達議員，即2012年全烏克蘭聯盟「自由」通過比例代表制當選最高拉達議員。不過自那此選舉之後，极右翼政党就再也未能通過比例代表制進入最高拉達，甚至在俄羅斯聯邦併吞克里米亞以及俄乌战争爆發后——乌克兰民族主义情绪高涨之时——也是如此。
2019年烏克蘭議會選舉上，全烏克蘭聯盟「自由」和其他乌克兰极右翼政党组成的联盟的总得票率仅为2.15%，没能跨过5%的门槛。因此，乌克兰极右翼政党成員无一通過名單比例代表制當選最高拉達議員。只有全烏克蘭聯盟「自由」贏得一个單一选区的席位。